# Archidendron fagifolium
Archidendron fagifolium är en ärtväxtart som först beskrevs av Friedrich Anton Wilhelm Miquel, och fick sitt nu gällande namn av Ivan Christian Nielsen. Archidendron fagifolium ingår i släktet Archidendron och familjen ärtväxter.

## Underarter
Arten delas in i följande underarter:
- A. f. borneense
- A. f. fagifolium
- A. f. mindanaense